# Rodgers Point
Der Rodgers Point ist eine Landspitze der antarktischen Ross-Insel. Sie liegt 4 km nordöstlich des Knob Point an der Westküste der Hut-Point-Halbinsel und ragt in die Erebus Bay hinein.
Das New Zealand Geographic Board benannte sie 2000 nach Thelma A. Rodgers, der ersten Frau, die 1979 auf der Scott Base überwintert hatte.